# جفری دو لانگلی

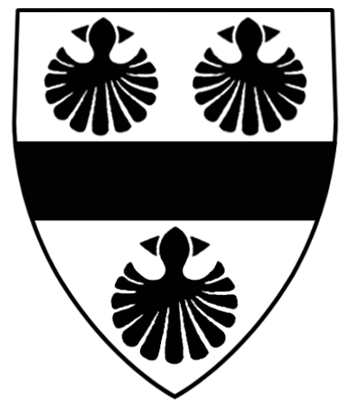
نشان رسمی جفری دو لانگلی، اولین نمایندهٔ رسمی انگلستان در ایران

جفری دو لانگلی (به انگلیسی: Geoffrey of Langley) اولین نماینده رسمی انگلستان در ایران است که سفر وی به ایران ثبت شده‌است. او در سال ۱۲۹۰ میلادی توسط ادوارد اول پادشاه انگلستان مأموریت یافت تا حمایت پادشاهان مغول را علیه ترکان به دست آورد.